# Michelle Hviid
Michelle Hviid (født 12. maj 1972 i Australien) er en dansk foredragsholder og iværksætter, som i 2002 stiftede datingportalen Running Dinner.
I 2006 kårede Berlingskes Nyhedsmagasin hende som et af Danmarks unge talenter i erhvervslivet. Samme år kårede netværket Morgendagens Heltinder som "Årets Heltinde".
Michelle Hviid deler klummen "Skrappedullerne" i Ekstrabladet med Karen Seneca og Anne Lea Landsted, og er en fast gæst i DR P4s lørdagsprogram "Så har vi balladen", hvor hun som "kærlighedsminister" kommer med betragtninger om ugens emne.
Michelle Hviid står bag Überbanko, som indsamler penge til Mellemfolkeligt Samvirkes arbejde til fordel for kvinder i Afrika, og er medlem af netværket Kvinder for indflydelse. I 2009 vandt hun Femina og Elizabeth Ardens "8th Wonder Award".
Michelle Hviid var i en årrække bosat i Københavns Nordvestkvarter sammen med sine to børn og gjorde sig bemærket i debatten for at løfte kvarteret, blandt andet med integrationsprojektet Michelles Mission  som blev sendt på DR1 i 2006.
Michelle Hviid udgav 1. november 2012 bogen "Skru op for livet" på forlaget Pretty Ink. Bogen udkom i 2. oplag i december 2012.